# Ebina
Ebina (海老名市 Ebina-shi?) es una ciudad situada en la prefectura de Kanagawa, Japón, localizada en el centro-este de la isla de Honshū, en la región de Kantō. Tenía una población estimada de 135 557 habitantes el 1 de septiembre de 2020 y una densidad de población de 5098 personas por km². El 1 de octubre de 2024 la población ascendía a 141 276 habitantes, con una densidad de 5300 personas por km².

## Geografía
Ebina está localizada en la parte central de la prefectura de Kanagawa, unos 50 km al suroeste de Tokio y 20 km al oeste de Yokohama. La ciudad se encuentra en el medio de la llanura de Sagami, parte de la llanura occidental de Kantō, en la margen izquierda del río Sagami. Limita con las ciudades de Zama al norte, Atsugi al oeste, Yamato, Ayase y Fujisawa al este y el pueblo de Samukawa al sur.

## Clima
Ebina tiene un clima subtropical húmedo (Köppen Cfa) caracterizado por veranos cálidos e inviernos fríos con nevadas ligeras o nulas. La temperatura media anual en Ebina es de 15,2 °C. La precipitación media anual es de 1632 mm, siendo septiembre el mes más lluvioso. Las temperaturas más altas de media se dan en agosto, alrededor de 25,6 °C, y las más bajas en enero, alrededor de 5,2 °C.

## Historia
La zona donde se encuentra la Ebina moderna ha estado habitada desde tiempos prehistóricos y conserva varios restos del período Kofun. Ebina se convirtió en la capital de la provincia de Sagami durante el período Nara, y fue la ubicación del kokubunji o templo provincial. Fue la sede del clan Yokoyama, uno de los siete clanes guerreros de la región de Musashi durante los inicios del período Kamakura. Durante el período Edo las tierras alrededor de Ebina eran territorio tenryō, teóricamente administrado directamente por el shogunato Tokugawa en Edo. Sin embargo, en realidad el área era un mosaico de pequeños feudos en poder de varios hatamoto, así como exclaves bajo el control del dominio Sakura y el dominio Karasuyama.
Después de la restauración Meiji, la zona se convirtió en parte del distrito de Kōza, de la prefectura de Kanagawa, y se dividió administrativamente en las villas de Ebina propiamente dicha y Arima el 1 de abril de 1889. El área se conectó al ferrocarril en 1926 a través del Sotetsu y en 1927 por el ferrocarril eléctrico de Odakyu, lo que llevó a un aumento de la población y un cambio en el estatus de Ebina, que pasó de villa a pueblo en 1940. En 1955 la villa de Arima se fusionó con el pueblo de Ebina y fue elevada al estatus de ciudad el 1 de noviembre de 1971. Los proyectos de desarrollo urbano en las décadas de 1980 y 1990 han modernizado el centro de la ciudad.

## Economía
Ebina alberga más de 150 fábricas y es un centro de producción de electrodomésticos, productos metálicos y maquinaria. La Corporación Taito opera el Centro de Desarrollo de Ebina. La ciudad era conocida anteriormente por sus amplios arrozales, pero en la actualidad la agricultura se centra en el cultivo de fresas, tomates y plantas ornamentales. Ebina sirve como una comunidad dormitorio en el área metropolitana de Tokio y Yokohama.

## Demografía
Según los datos del censo japonés, la población de Ebina ha aumentado constantemente en los últimos 70 años.
| Gráfica de evolución demográfica de Ebina entre 1940 y 2015 |
|                                                             |
| Oficina de Estadística de Japón                             |